# Le Détournement du vol 601
Le Détournement du vol 601 (Secuestro del vuelo 601) est une série télévisée colombienne thriller suspense  et de drame créée et réalisée par Pablo González y C. S. Prince  pour Netflix . Il est produit par Mediapro Studio et met en vedette  Mónica Lopera, Enrique Carriazo, Ángela Cano, Valentín Villafañe et Alián Deveta . Il a été créé sur Netflix le 10 avril 2024.Basé sur les événements réels du Vol SAM Colombia 601,,.

## Synopsis
Après le détournement, deux hôtesses de l'air doivent déjouer les plans des terroristes tandis que des négociations tendues ont lieu au sol et à bord.

## Distribution[1]
- Mónica Lopera : Edilma "Edie" Pérez
- Ángela Cano : María Eugenia "Bárbara" Gallo
- Christian Tappan : Richard Wilches, commandant
- Valentín Villafañe : Eusebio "Ulises" Borja
- Alián Devetac : Francisco "Toro" Solano
- Enrique Carriazo : Álvaro Aristides,l'ingénieur Pirateque
- Marcela Benjumea : Manchola Sáenz
- Johan Zumaqué : Guillermo Luis Lequerica, copilote
- Ilenia Antonini : Marisol
- Carlos Manuel Vesga : Francisco "El Flaco" Marulanda
- Fernando Arévalo : Manuel Ordoñez
- Cristina Restrepo : Elvira
- Laura Rodríguez : Amparo
- Mario Ruiz : Jorge Enrique
- Patricia Ércole : Marta Lucía
- Rafael Novoa : Cabrera, commandant
- Juan Pablo Raba : Checho
- Ernesto Benjumea : Julio César Esguerra, vice-ministre
- Matías Rodríguez : William Pérez
- Jerónimo Díaz Grimaldo : Boris Pérez
- Salvador Escalante : Roberto Pérez
- Juan Cruz : Eliecer
- Natalia Giraldo : Rocío
- Alejandra Chamorro : Vanessa

## Épisodes
1. Les ailes du désir
2. La mort sur ses talons
3. Une nuit de chien
4. Les damnées de la terre
5. 601 : L'odyssée de l'aérospatiale
6. La femme qui en savait trop

## Réception
La critique du journal El Comercio assure que, même si la série prend de nombreuses libertés par rapport à l'œuvre littéraire de Di Ricco, le résultat est "un produit musical, engageant et fondamentalement divertissant".
Pour Leonardo D'Espósito de La Nación , "le mélange d'éléments" présent dans la série "offre au spectateur, une fois entré dans le jeu, la possibilité du saut de ton qui apparaît souvent entre ce nombre d'éléments peu visible ", et a conclu que la série est "beaucoup de choses en même temps, toutes divertissantes".